# Badonvilliers
Badonvilliers is een plaats en voormalige gemeente in het kanton Vaucouleurs in het Franse departement Meuse in de regio Grand Est.

## Geschiedenis
Op 1 januari 1973 fuseerde Badonvilliers en Gérauvilliers tot de gemeente Badonvilliers-Gérauvilliers. De voormalige gemeentes kregen de status van commune associée.

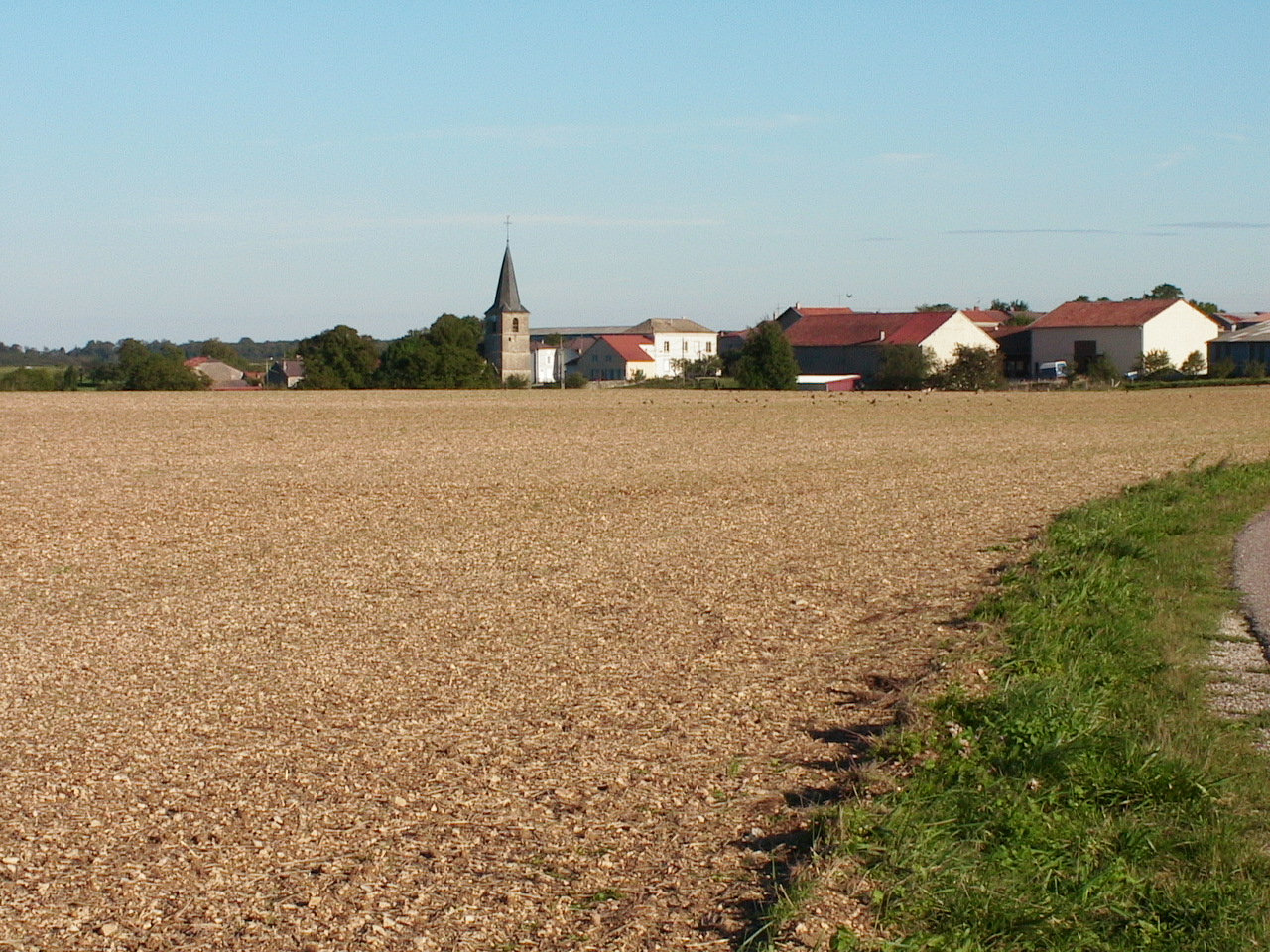
Uitzicht over Badonvilliers